# NGC 5570
NGC 5519 = NGC 5570 ist eine 13,4 mag helle Spiralgalaxie vom Hubble-Typ Sa im Sternbild Bärenhüter am Nordsternhimmel. Sie ist schätzungsweise 333 Millionen Lichtjahre von der Milchstraße entfernt und hat einen Durchmesser von etwa 155.000 Lj.
Im selben Himmelsareal befinden sich u. a. die Galaxien NGC 5514, NGC 5528, NGC 5538, NGC 5542.
Das Objekt wurde am 23. Januar 1784 von Wilhelm Herschel mit einem 18,7-Zoll-Spiegelteleskop entdeckt, der sie dabei mit „vF, forming an arch with 3 sts“ beschrieb. Wahrscheinlich auf Grund eines Übertragungsfehlers von Herschels Notizen (Schreibweise der Zahlen 1 und 7) führten die Beobachtungen von Heinrich Louis d’Arrest am 26. April 1865 sowie von Guillaume Bigourdan am 13. Mai 1896 unter NGC 5519 zum doppelten Eintrag im Katalog.